# Нижегородское Поволжье
Национальный парк «Нижегородское Поволжье» имени В.А.Лебедева — особо охраняемая природная территория федерального значения, расположенная в Нижегородской области. Создан на территории 9 районов области в соответствии с постановлением Правительства России № 389 от 28 марта 2024 года.

## История
Проектирование первого в Нижегородской области национального парка было начато в 2019 году в рамках федерального проекта «Сохранение биологического разнообразия и развитие экологического туризма» национального проекта «Экология» ВНИИ Экология «Экология». В рамках ландшафтных исследований местности были определены пять перспективных участков будущего парка: Килемарский (113,5 тыс. га), Камско-Бакалдинский (251,4 тыс. га), Заволжский (21,6 тыс. га), Пустынский (52,1 тыс. га) и Ичалковский (2,49 тыс. га). Таким образом, общая площадь для проектирования парка составляла более 440 тыс. га.  В дальнейшем площадь, отведённая непосредственно под национальный парк уменьшилась до 76 тыс га. В утверждённом проекте постановления о создании парка итоговая площадь снизилась до 65 тысяч га, в том числе из-за сложностей в согласовании с пользователями территорий.
Постановление о создании национального парка принято 28 марта 2024 года. Парку было присвоено имя сенатора от Нижегородской области Владимира Лебедева, который внес вклад в сохранение и восстановление биологического разнообразия страны, в том числе он принимал участие в проектировании национального парка.

## География

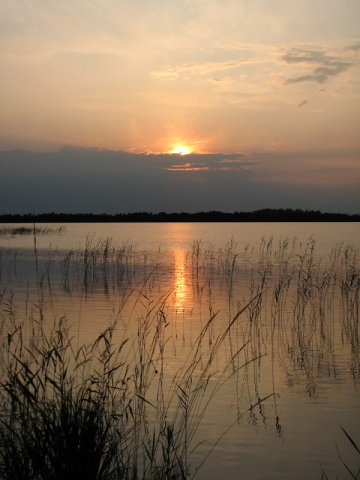
Озеро Большое Плотово

При проектировании парка за основу были взяты уже существующие охраняемые природные территории области. Территория национального парка состоит из 5 отдельных участков, расположенных в девяти административных образованиях Нижегородской области:
- Килемарская тайга (27 тыс га) — на северо-востоке области, в Воскресенском и Шарангском муниципальных округах, включает в себя природный заказник «Килемарский»;
- Камско-Бакалдинские болота (20 тыс га) — на территории Воскресенского и Лысковского районов и городского округа Воротынский, включает водно-болотное угодье международного значения «Камско-Бакалдинская группа болот», часть биосферного резервата «Нижегородское Заволжье» и территорию охраняемого ландшафта «Бассейн реки Ижма»;
- Пустынские озёра (13 тыс га) — на северо-западе Арзамасского и юго-востоке Сосновского районов, включает территорию природного заказника «Пустынский» и памятник природы «Пустынские озёра»;
- Поволжский берег (3 тыс га) — территория Кстовского, Лысковского районов и городского округа Бор;
- Ичалковский бор (931 га) — на юге Перевозского городского округа на высоком правом берегу реки Пьяны, включает в себя территорию природного заказника «Ичалковский бор».

## Флора
| Виды, включённые в Красную книгу РФ | Виды, включённые в Красную книгу РФ                      |
| Название                            | Научное название                                         |
| Растения                            | Растения                                                 |
| ----------------------------------- | -------------------------------------------------------- |
| Башмачок настоящий                  | Cypripedium calceolus L.                                 |
| Дикранум зеленый                    | Dicranum viride (Sull. et Lesq.) Lindb.                  |
| Надбородник безлистный              | Epipogium aphyllum Sw.                                   |
| Пальчатокоренник Траунштейнера      | Dactylorhyza traunsteineri (Saut. ex Rchb.)              |
| Полушник колючеспоровый             | Isoetes echinospora Durieu                               |
| Полушник озёрный                    | Isoetes lacustris L.                                     |
| Понерорхис клобучковый              | Ponerorchis cucullata (L.) X.H. Jin, Schuit. et W.T. Jin |
| Пыльцеголовник красный              | Cephalanthera rubra (L.) Rich.                           |
| Грибы и лишайники                   |                                                          |
| Лобария лёгочная                    | Lobaria pulmonaria (L.) Hoffm.                           |
| Менегацция пробуравленная           | Menegazzia terebrata (Hoffm.)                            |
| Трутовик лакированный               | Ganoderma lucidum (Curtis) P. Karst.                     |
| Уснея цветущая                      | Usnea florida (L.) Weber ex F.H.Wigg.                    |

Каждый из участков национального парка включает в себя ценные природные комплексы с высоким биоразнообразием. Килемарский кластер, будучи самым крупным участком парка, основан на территории одноимённого заказника. Этот участок представляет собой уникальный малонарушенный массив высоковозрастных европейских зональных южнотаежных темнохвойных лесов с дубравными элементами, который является самым крупным из сохранившихся в Европе. В участок включена прилегающая территория озера Юронгское, которое является единственным известным местом обитания нимфейника щитолистного в Нижегородской области. Первый ярус представлен уникальным сочетанием пихты Сибирской, ели обыкновенной, осины и берёзы. Дубравные элементы присутствуют на всём участке парка, но наиболее крупные деревья, растущие на северном пределе, можно встретить вдоль Юронги. Здесь же можно найти  венерин башмачок настоящий и лобарию лёгочную, которые занесены в Красную книгу России. Всего на Килемарском участке произрастает 312 видов высших растений, 88 видов мхов и 185 видов грибов. 47 из них занесены в Красную книгу Нижегородской области, среди них 3 вида из Красной книги России.
Камско-Бакалдинский участок является частью единственного в Приволжском федеральном округе водно-болотного угодья международного значения и биосферного резервата ЮНЕСКО «Нижегородское Заволжье» и входит в состав ключевой орнитологической территории всемирного значения. Это самый крупный и единственный, сохранившийся в первоначальном виде, болотный массив в бассейне Волги. Здесь представлены верховые, низинные и переходные болота, вместе с сосновыми лесами на суходолах. На территории находятся более 20 болотных комплексов и 6 озёр, большинство из которых признаны памятниками природы. На некоторых участках максимальная толщина торфяной залежи достигает 14 метров. Обилие торфяных болот способствует созданию условий для растений, произрастающих в заболоченной местности. Тут представлены росянка английская, берёза низкая, клюква мелкоплодная, ива лопарская и черничная.
Пустынский участок охватывает уникальные для средней полосы Европейской России высоковозрастные массивы лесов в среднем течении Серёжи, сочетающиеся с карстовыми озёрами, низинными и переходными болотами. Он расположен на границе подтаежных лесов и дубрав вблизи луговых степей. Возраст отдельных дубов в пойменных дубравах достигает 300 лет. Разнообразие представленных ландшафтов и природных зон создаёт высокую мозаичность экосистем, которая обеспечивает высокое видовое богатство и разнообразие.
Поволжский участок входит в биосферный резерват «Нижегородское Заволжье» и включает в себя единственный оставшийся участок Волги с естественным гидрологическим режимом, не затронутый системой гидротехнических сооружений. На участке представлен единственный в Нижегородском Заволжье фрагмент луговой степи, высокие песчаные дюны, где растут крупные древовидные можжевельники и представлено большое число видов растений, характерных для остепненных боров. Сосновые боры надпойменной террасы составляют основу древостоя верхней части склона, в нижней части преобладает дуб. На отдельных участках представлены берёза повислая, осина, липа сердцевидная, вяз гладкий и ольха чёрная. Из занесённых в Красную книгу Нижегородской области растений тут произрастают ковыль перистый, также занесённый в Красную книгу России, пустынница высокая, ракитник Цингера и колокольчик волжский.
На территории Ичалковского бора представлено 195 видов растений в 30 растительных ассоциациях. Здесь можно найти занесённые в Красную книгу России сосудистые растения: венерин башмачок настоящий, пыльцеголовник красный и ковыль перистый, а также занесённые в Красную книгу области воронец красноплодный, башмачок крапчатый, лилия кудреватая, вишня степная и ещё более 10 наименований. Особый интерес представляет уникальный для Восточно-Европейской равнины массив «горных боров» с обнажениями известняка, многочисленными карстовыми провалами, гротами и пещерами. Диаметр некоторых из них достигает 50–60 м, а глубина доходит до 30 м. Самый крупный провал – Кулева Яма – имеет длину 200 м при ширине 150–180 м и глубине 25 м. Ичалковский участок представляет собой уникальный массив горно-таежной растительности в лесостепной зоне. В Ичалковском бору на небольшой территории собрались степные, дубравные, таежные и горные растения. Несмотря на название, сосновые боры покрывают лишь пятую часть участка. Среди лесов преобладают лиственные, занимающие порядка 77% территории, иногда с примесью хвойных пород; встречаются участки дубрав и березняков. В травостое доминирует осока волосистая, вместе с которой растут многие другие дубравные и таежные виды.

## Фауна
На территории парка обитают 157 видов животных, занесённых в Красную книгу Нижегородской области, из них 30 занесены в Красную книгу России, включая 88 видов птиц, имеющих природоохранный статус, среди них 20 видов, занесённых в Красную книгу Российской Федерации. В районе болота Камское – Осиновые Котлы гнездятся краснокнижные большой подорлик, змееяд, сапсан и беркут. Труднодоступная территория участка болот играет большую роль для размножения. Побережье Волги является единственным местом обитания в Нижегородской области навозника весеннего, бизеиды и энеиды степной, а для муравья пятнистого и голубянки орион – одно из двух современных мест обитания в регионе. В Ичалковском бору гнездится единственная в регионе пара орлов-могильников, занесённых в Красную книгу России. На гнездовании также были замечены другие птицы: канюк (3-4 пары), обыкновенный осоед (1-2 пары), черный коршун (1-2 пары), мохноногий сыч (2-3 пары), филин (1 пара) и длиннохвостая неясыть (1-2 пары). Подземные пещеры участка представляют собой крупнейшее место зимовки летучих мышей в области. Всего на территории участка обитают 9 из 12 зарегистрированных в Нижегородской области видов летучих мышей. Среди млекопитающих также можно отметить большого тушканчика единственного представителя семейства пятипалые тушканчики (Allactagidae) в регионе, занесённого в Красную книгу Нижегородской области и крапчатого суслика, единственного представителя рода и одного из четырёх представителей семейства в области, занесённого в Красную книгу России как «сокращающийся в численности».
Животный мир Килемарского участка включает как представителей северо-восточного происхождения (кедровка, вьюрок, глухая кукушка, воробьиный сыч), так и западного (желтогорлая мышь, черный дрозд, зеленушка). Сибирский углозуб – самый редкий из земноводных в области, общая численность не превышает одной тысячи особей и найденная здесь популяция является второй в регионе. В килемарской тайге гнездится одна из нескольких пар сапсанов, сохранившихся в Нижегородской области. Пустынский участок является одним из немногих мест обитания степного луня, находящегося под угрозой исчезновения в области и незанесённого в Красную книгу России. Тут также обитает находящаяся под угрозой исчезновения русская выхухоль и вымирающая европейская норка, численность которой в области является критически низкой, что позволяет говорить о вымирании этого вида.

## Памятники природы
- озеро Малое Плотово
- озеро Большое Плотово
- озеро Светлое и примыкающий болотный массив
- озеро Горское
- Пустынские озера
- болото Большое II – Пальники
- болото Камское – Осиновые Котлы
- болото Плотовское
- Ичалковский бор